# Bob Page
Bob Page är en fiktiv karaktär i actionrollspelet Deus Ex, samt spelets huvudantagonist. 
Page gick med organisationen Illuminati när han var ung - organisationen rekryterar de som de anser vara framtidens ledare, intellektuella och företagande, med mera. Där tränades han av Morgan Everett.
Men Bob Page var överentusiastisk, han såg på Illuminati som fegisar som gömmer sig, och bestämde sig för att skapa en egen organisation. Innan han gav sig av stal han olika teknologier i sina utvecklingsstadier, vilka han senare använde för att skapa olika vapen och maskiner som skulle hjälpa honom att ta över världen.
Page skapade organisationen Majestic 12. Han dödade många av Illuminatis anhängare - i princip försvann Illuminati helt från inflytes-sfären - men några hann fly massakern i tid (däribland Everett). Pages huvudbas ligger i själva Area 51. Där utvecklade han en maskin som skulle omvandla hans "jag" till ren energi, så han skulle bli en odödlig gud som ser, hör och vet allt (genom att använda Internet och annan media för att förflytta sig med ljusets hastighet).
För att uppfylla sin största dröm, att bli ren energi, byggde Page Icarus. Icarus är en artificiell intelligens, en tänkande maskin, som han skulle bli ett med genom sin egen omvandlingsmaskin. För att kunna förflytta sig genom information skapade Page Aquinas Router – en annan maskin som hela Internet går genom. Förutom det har Page, genom Aquinas-teknologin, frigjort bandbredd. Mitt i spelet kan man i en tidning läsa att det nu finns obegränsad bandbredd tack vare Aquinas. Men egentligen behöver Page obegränsad bandbredd för att förflytta hela sig själv när han väl blir energi.
Icarus är egentligen en ny version av det globala övervakningssystemet Echelon 4, som i sin tur är den fjärde versionen av dagens Echelon. Icarus skiljer sig i det att den kan tänka för sig själv och ta sina egna beslut – men kontrolleras av Majestic 12 (som även övervakar och byggt maskinen).
Genom spelets gång smälter Icarus och en annan artificiell intelligens, Deadelus, ihop och blir Helios. Helios bryter Majestic 12:s grepp över funktionerna, och fungerar sedan fritt. Helios kommer fram till att bara en intelligent maskin kan styra världen eftersom en maskin saknar personligt initiativ och lust - vilket den tror leder till mänsklig korruption och andra avarter.
I spelets sista banor kan man välja att smälta samman med Helios, eftersom spelkaraktärens nano-augmentationer liknar dem som Bob Page har. Det var egentligen Page som skulle smälta samman med Helios (Pages stora plan var just att Icarus och Deadelus skulle bli en enhet för sammansmältningen) – men eftersom Helios nu har kontrollen över sig själv väljer den JC Denton. Helios behöver JC Dentons hjärna för att veta vad människor tycker och tänker, samt vad de vill ha (vilket i sin tur ska visa den hur man kontrollerar dem).
Man kan välja att inte bli ett med Helios och antingen förstöra Area 51 eller gå med Illuminati. Trots det visar det sig att JC Denton ändå smälter samman med Helios i uppföljaren Deus Ex: Invisible War – vilket går emot mycket av det man kämpade för i Deus Ex.
Syftet med Aquinas Router var att hela Internet skulle passera genom routern, som i sin tur skulle fungera som en bro från världsinformationen till Pages egen energiomvandlingsmaskin. Genom att bli energi, och sedan använda Aquinas Routern skulle Page få oändlig makt att kontrollera och censurera all världsmedia - samt många andra möjligheter.
Namnet Aquinas kommer från den kristna munken Thomas Aquinas. I Deus Ex kan man läsa att Bob Page ser Aquinas som en förebild – bland annat för Aquinas uttryck "staden på kullen" (city on the hill) – vilket skulle representera mottot för Pages nya era – en där han är gud och kontrollerar allt.
Hans andra vapen är Grey Death, någonting som egentligen var ämnat för nanoaugmentation och utvecklat av Everett. Page skapade även en så kallad "Universal Constructor", en maskin som praktiskt taget kan skapa exakt vad som helst, då teknologin är baserad på nanomaskiner och kan placera atomer hursomhelst, varsomhelst.
Page har även en personlig hantlangare, Walton Simons, som i introduktionen till spelet (vilket utspelar sig sex månader tidigare) får chefspositionen inom amerikanska FEMA.
Bob Page dör i slutet på Deus Ex, så han återkommer inte i uppföljaren, Deus Ex: Invisible War.